# Radiostacja R-105
Radiostacja R-105 – radiostacja UKF (ultrakrótkofalowa), nadawczo-odbiorcza (ang. transceiver), simpleksowa, małej mocy konstrukcji ZSRR. Była produkowana również w innych krajach Układu Warszawskiego. Radiostacja R-105 była radiostacją pracującą z modulacją częstotliwości bez blokady szumów (przy braku sygnału).

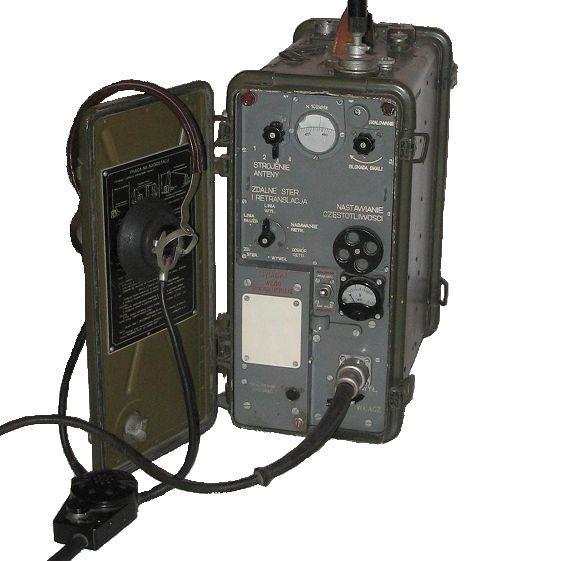
Radiostacja przenośna UKF R-105D

Była radiostacją o konstrukcji wykorzystującej część podzespołów podczas nadawania i odbioru, tzn. nastrojenie nadajnika było jednocześnie nastrojeniem na tę samą częstotliwość odbiornika radiostacji.
Była jedną z radiostacji rodziny zwanej „ASTRA” razem z radiostacjami R-108 i R-109 oraz R-114. Zakresy ich częstotliwości zazębiały się, dzięki czemu, będąc eksploatowane w piechocie, artylerii naziemnej i przeciwlotniczej, umożliwiały współpracę bojową tych wojsk.
Wersje radiostacji:

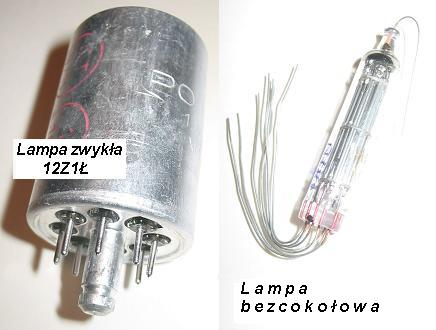
Lampa z R-105D i z R-105M (1Ж29Б)

- R-105 – najstarsza powojenna wersja
- R-105D – z możliwością zdalnego sterowania i retranslacji
- R-105DM – zmodernizowana
- R-105M – zminiaturyzowana na lampach pręcikowych i półprzewodnikach

## Warunki pracy
Konstrukcja radiostacji zapewnia bryzgoszczelność i pyłoszczelność oraz możliwość pracy w trudnych warunkach klimatycznych i mechanicznych. Jest przystosowana do pracy w zakresie temperatury otaczającego powietrza od –50 °C do +50 °C i wilgotności względnej do 98%.

## Przeznaczenie

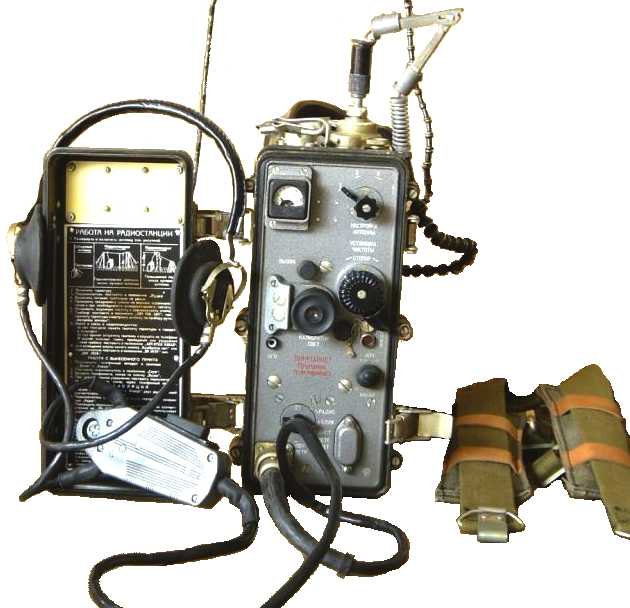
Radiostacja przenośna UKF R-105M

Radiostacja R-105 była przeznaczona do zapewnienia łączności radiowej w oddziałach i pododdziałach wojsk lądowych (piechocie). Stanowiła wyposażenie plutonów piechoty i wozów dowodzenia. Była radiostacją przenośną, plecakową umożliwiającą utrzymywanie łączności telefonicznej podczas marszu z zestawu mikrofonowo-słuchawkowego względnie w pomieszczeniu z mikrotelefonu.
W wojskach łączności była radiostacją pokładową, radiostacji i aparatowni na samochodach przeznaczoną do utrzymywania łączności podczas przemieszczania kolumn lub we wstępnej fazie uruchamiania łączności na węźle łączności. W niektórych aparatowniach wraz ze wzmacniaczem mocy przeznaczona była (wraz z innymi urządzeniami) do zdalnego pomiędzy wozem odbiorczym i nadawczym np. w Radiostacji R-102 lub realizacji pracy dalekopisem z aparatowni węzła łączności do aparatowni radioodbiorczej względnie bezpośrednio do radiostacji R-118. W latach 70.-90. najbardziej rozpowszechnioną na sprzęcie łączności była już jej wersja R-105M.

## Możliwości pracy
- praca bezpośrednio z radiostacji
- praca przez radiostację z polowego aparatu telefonicznego, poprzez linię 2 lub 1 przewodową (z uziemieniem) z odległości do 500 m
- wymiana zewów i rozmowa operatora z obsługą aparatu telefonicznego
- ręczna realizacja tzw. retranslacji za pomocą 2 połączonych ze sobą radiostacji
- możliwość współpracy ze wzmacniaczem mocy UM, UM-1, UM-2 lub UM-3

## Parametry elektryczne

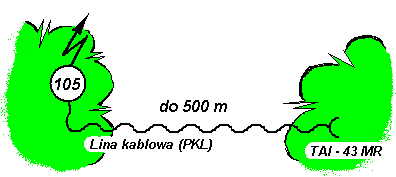
Realizacja zdalnego sterowania

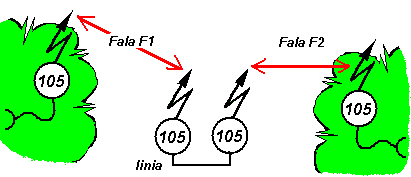
Realizacja retranslacji

- zakres częstotliwości 36 – 46,1 MHz
- moc nadajnika do 1,5 W
- emisja – modulacja częstotliwości F3E (FM)
- dewiacja sygnału FM ± 5 kHz
- czułość odbiornika przy stosunku sygnał/szum 5:1 ≤ 1,5 μV
- sumaryczna niestabilność częstotliwości pracy
  - w radiostacji R-105D ± 8 kHz
  - w radiostacji R-105M ± 4 kHz
- źródło zasilania 2 akumulatory zasadowe
  - w radiostacji R-105D 2NKN24
  - w radiostacji R-105M 2NKP20 lub 2NKP24
- czas pracy (odbiór/nadawanie 3:1)
  - dla R-105D do 12 godzin
  - dla akumulatorów 2NKP20 – 17,5 godziny
  - dla akumulatorów 2NKP24 – 21,5 godziny
- napięcie zasilania 4,8 V
- pobór prądu ze źródła zasilania
  - podczas odbioru ≤ 1,6 A
  - podczas nadawania ≤ 3 A max 3,2 A (przy zdalnym sterowaniu)
  - w R-105M – 0,85 i 1,85 A max 2,2 A (przy zdalnym sterowaniu)
- waga radiostacji
  - w radiostacji R-105D – 21 kg
  - w radiostacji R-105M – 14 kg

## Anteny i zasięgi łączności
- antena prętowa 1,5 m – 6 km
- antena prętowa (przedłużona) 2,7 m – 8 km
- antena promieniowa – 15 km
- antena promieniowa podniesiona – 25 km